# Dragón Comics
Dragón Comics é uma editora uruguaia de história em quadrinhos criada em 2003 por Pablo "Roy" Leguisamo e Beatriz Leibner. Incialmente, era um selo da série Freedom Knights, dos dois autores, tornando-se editora independente em 2011. Entre seus autores já publicados, além da dupla Roy & Bea, estão Lauri Fernández, Abel Alves, Gustavo Sala e Marcos Vergara. Desde 2013 faz parte do coletivo editorial Mojito, que reúne, além da Dragón Comics, as editoras uruguaias Grupo Belerofonte e Estuario Editora, além da argentina Loco Rabia. Em 2014, a Dragón Comics ganhou o 26º Troféu HQ Mix como "Destaque latino-americano", pela publicação da graphic novel El Viejo, em coedição com Loco Rabia.